# Масы (Кыргызстан)
Масы — село на юге Кыргызстана, является административным центром Ноокенского района, Джалал-Абадской области.
В селе имеется средняя школа № 2 в которой в 2004—2005 годах проводилось исследование на тему школьного рэкета.

## Инфраструктура
В селе находятся 3 школы имени Саадат Ногоевой и Жоомарта Боконбаева и Я. Мирзаходжаева, 1 жилой массив «Тынчтык», Ноокенский территориальный госпиталь, Музей Ноокенского района, Масынский парк, Ноокенский районный суд Джалал-Абадской области.
Так-же одно Исламское медресе, торговый рынок «Массы—Кызыл-Туу», и Скотовый рынок с. Масы, Центральный Рынок (Базаар), Мечеть «Беш-Көчө».

## История
8 февраля 1935 года в Джалал-Абадской области Кыргызской АССР образован Масынский район, до 1935 был в составе Базар-Коргонского района. Площадь района 2,500 км2, население около 40 тысяч человек.
В составе района были сельские советы: Ноокен, Майлысуу, Масы, Сакалды, Бургонду, Кыла, Алма. Центром Масынского района было село Масы.
В 1937 году, с объединением Масынского района и Базар-Коргонского района, переименован в Ленинский район.
В 1978 году район снова разделён.
С 1992 года Ноокенский район.

## Население
В 1999 году население села составляло 12 163 человек, из них 5937 мужчин и 6226 женщин. В 2009 году население села составляло 13 880 человек, из них 6835 мужчин и 7045 женщин.
Число домохозяйств в селе составляет 2 452, со средним числом человек в домохозяйстве 5,7.
Национальный состав:
- киргизы — 52,7 %
- узбеки — 41,4 %
- уйгуры — 0,7 %
- русские — 0,4 %
- турки — 0,3 %
- татары — 0,2 %
- прочие −5,3 %